# The Tudors
The Tudors é uma série dramática que retrata a vida do rei Henrique VIII da Inglaterra.Desenvolvida por Michael Hirst,a produção era transmitida nos Estados Unidos pelo canal Showtime. 
Em Portugal,a produção é exibida pela RTP1, MOV e SIC Caras.

## Produção
A série foi produzida por Peace Arch Entertainment para a Showtime, em associação com Reveille Eire (Irlanda), Working Title Films (Reino Unido) e Canadian Broadcasting Corporation, sendo filmada na Irlanda.  
Antes da estreia da série no canal Showtime, os dois primeiros episódios foram transmitidos na DirecTV, Time Warner Cable OnDemand, Netflix, Verizon FiOS On Demand, o Internet Movie Database e no website oficial. A estreia de The Tudors, em 1 de abril de 2007, registrou a maior audiência da Showtime em três anos. Em abril de 2007, a série foi renovada para uma segunda temporada. Naquele mesmo mês, a BBC anunciou que tinha adquirido os direitos exclusivos de emissão da série para o Reino Unido, que começou a emitir em 5 de outubro de 2007. No Canadá, o canal CBC começou a transmitir a série em 2 de outubro de 2007. 
A segunda temporada estreou nos Estados Unidos em 30 de março de 2008, Portugal estreou em 21 de julho e no Brasil em 3 de setembro do mesmo ano.
A terceira temporada começou a ser produzida em 16 de junho de 2008, estreando nos Estados Unidos em 5 de abril de 2009. No Brasil em 9 de agosto do mesmo ano e, em Portugal, no dia 22 de julho de 2010.
A quarta temporada começou a ser produzida no segundo semestre de 2009, estreando nos Estados Unidos em 11 de abril de 2010, mas no Brasil e em Portugal ocorreu no segundo semestre de 2010. 
Os direitos de distribuição internacional são de propriedade da Sony Pictures Entertainment.

## Elenco
| Personagem                                | Ator/Atriz             | Temporada |
| ----------------------------------------- | ---------------------- | --------- |
| Henrique VIII de Inglaterra               | Jonathan Rhys Meyers   | 1-4       |
| Carlos Brandon, 1.º Duque de Suffolk      | Henry Cavill           | 1-4       |
| Tomás Wolsey, o Lorde Arcebispo de Iorque | Sam Neill              | 1         |
| Sir Anthony Knivert                       | Callum Blue            | 1         |
| Tomás Howard, 3.º Duque de Norfolk        | Henry Czerny           | 1         |
| Catarina de Aragão                        | Maria Doyle Kennedy    | 1–2       |
| Ana Bolena                                | Natalie Dormer         | 1–2       |
| Tomás Bolena, 1.º Conde de Wiltshire      | Nick Dunning           | 1–2       |
| Thomas More                               | Jeremy Northam         | 1–2       |
| Margarida Tudor                           | Gabrielle Anwar        | 1         |
| Joana Howard                              | Slaine Kelly           | 1         |
| Princesa Maria                            | Blathnaid McKeown      | 1         |
| Princesa Maria                            | Sarah Bolger           | 2-4       |
| Thomas Cromwell, o Conde de Essex         | James Frain            | 1-3       |
| Thomas Wyatt                              | Jamie Thomas King      | 1–2       |
| Thomas Cranmer, o Arcebispo da Cantuária  | Hans Matheson          | 2         |
| Papa Paulo III                            | Peter O'Toole          | 2–3       |
| Joana Seymour                             | Anita Briem            | 2         |
| Joana Seymour                             | Annabelle Wallis       | 3         |
| Eduardo Seymour                           | Max Brown              | 2–4       |
| Sir Francis Bryan                         | Alan van Sprang        | 3         |
| Robert Aske                               | Gerard McSorley        | 3         |
| Ana de Cleves                             | Joss Stone             | 3-4       |
| Otto Truchsess von Waldburg               | Max von Sydow          | 3         |
| Joana Bolena, Viscondessa Rochford        | Joanne King            | 2–3       |
| Sir John Hutton                           | Roger Ashton-Griffiths | 3         |
| Reginald Pole, o Arcebispo da Cantuária   | Mark Hildreth          | 3         |
| Anne Stanhope                             | Emma Hamilton          | 3–4       |
| Conde de Shrewsbury                       | Gavin O'Connor         | 3         |
| Stephen Gardiner                          | Simon Ward             | 3-4       |
| Lord Darcy                                | Colm Wilkinson         | 3         |
| Filipe, Duque da Baviera                  | Colin O'Donoghue       | 3         |
| Catarina Howard                           | Tamzin Merchant        | 3–4       |
| Henrique Howard                           | David O'Hara           | 4         |
| Catarina Parr                             | Joely Richardson       | 4         |
| Joan Bulmer                               | Catherine Steadman     | 4         |
| Thomas Culpeper                           | Torrance Coombs        | 4         |

## Episódios

### Primeira temporada (2007)
A primeira temporada cobre os acontecimentos datados entre 1518 e 1530, durante o reinado de Henrique VIII da Inglaterra, num total de dez episódios, cada um representando um ano. Esta temporada demonstra como o rei é testado na sua eficácia em reagir aos conflitos internacionais, bem como nas intrigas políticas da sua própria Corte e a pressão para o rei ter um herdeiro varão leva à ascensão de Ana Bolena ao posto de rainha.
A primeira temporada estreou em 1 de abril de 2007 nos Estados Unidos da América, em transmissão semanal pelo canal Showtime; no Brasil, estreou em 7 de outubro de 2007, no canal Liv, em transmissão semanal; e em Portugal, estreou no dia 9 de outubro de 2007 no canal estatal RTP 1, numa transmissão contínua durante 4 dias (sendo dois dias com 2 episódios e dois dias com 3 episódios). 
| Estreia           | Estados Unidos      | Portugal              | Brasil                |
| ----------------- | ------------------- | --------------------- | --------------------- |
| Primeiro episódio | 1 de abril de 2007  | 9 de outubro de 2007  | 7 de outubro de 2007  |
| Último episódio   | 10 de junho de 2007 | 12 de outubro de 2007 | 9 de dezembro de 2007 |

### Segunda temporada (2008)
A segunda temporada cobre os acontecimentos datados entre 1531 e 1536, durante o reinado de Henrique VIII, num total de dez episódios. Henrique corta relações com a Santa Sé, instituindo a Igreja Anglicana, da qual ele é o chefe. O cisma com a Igreja Católica, com a fundação da Igreja Anglicana, abre caminho para o banimento de Catarina de Aragão. Ana Bolena casa-se com o rei, tornando-se assim rainha, mas sua incapacidade de dar um herdeiro varão a Henrique a leva à morte. 
A segunda temporada estreou nos Estados Unidos em 30 de março de 2008, numa transmissão semanal pelo canal Showtime; em Portugal, estreou a 21 de julho de 2008 pelo canal estatal RTP 1, numa transmissão contínua durante cinco dias (dois episódios por dia); e no Brasil estreou em 3 de setembro de 2008 pelo canal Liv, numa transmissão semanal. 
| Estreia           | Estados Unidos      | Portugal            | Brasil                |
| ----------------- | ------------------- | ------------------- | --------------------- |
| Primeiro episódio | 30 de março de 2008 | 21 de julho de 2008 | 3 de setembro de 2008 |
| Último episódio   | 1 de junho de 2008  | 25 de julho de 2008 | 5 de novembro de 2008 |

### Terceira temporada (2009)
A terceira temporada cobre os acontecimentos datados entre 1536 e 1540, durante o reinado de Henrique VIII, num total de oito episódios. A temporada três incide sobre os casamentos de Henrique VIII com Jane Seymour e, posteriormente, com Ana de Cleves e o período da Peregrinação da Graça, onde o rei se mostra com particular crueldade. A temporada acaba com o casamento do rei com Catarina Howard.
A terceira temporada estreou nos Estados Unidos, em 5 de abril de 2009, em transmissão semanal pelo canal Showtime; no Brasil estreou em 9 de agosto desse ano, sendo transmitido semanalmente; e em Portugal estreou a 22 de julho de 2010 pelo canal ZON TV Cabo MOV, transmitido também semanalmente.
| Estreia           | Estados Unidos     | Portugal              | Brasil                 |
| ----------------- | ------------------ | --------------------- | ---------------------- |
| Primeiro episódio | 5 de abril de 2009 | 22 de julho de 2010   | 9 de agosto de 2009    |
| Último episódio   | 24 de maio de 2009 | 9 de setembro de 2010 | 27 de setembro de 2009 |

### Quarta temporada (2010)
A quarta temporada cobre os acontecimentos ocorridos no ano 1540 e os últimos dias do reinado de Henrique VIII, num total de dez episódios. A temporada quatro incide sobre os relacionamentos tumultuosos de Henrique VIII com as suas últimas duas esposas, Catarina Howard e Catarina Parr, e o seu final, que culmina num estado de loucura.
A quarta temporada estreou nos Estados Unidos em 11 de abril de 2010, em transmissão semanal pelo canal Showtime; no Brasil e em Portugal a estreia ocorreu no segundo semestre de 2010.
| Estreia           | Estados Unidos      | Portugal                 | Brasil                   |
| ----------------- | ------------------- | ------------------------ | ------------------------ |
| Primeiro episódio | 11 de abril de 2010 | Segundo semestre de 2010 | Segundo semestre de 2010 |
| Último episódio   | 20 de junho de 2010 | Segundo semestre de 2010 | Segundo semestre de 2010 |

## Erros históricos
Eventos da série diferem dos acontecimentos que realmente aconteceram na história. Esses erros ocorrem em nomes, relacionamentos, aparência física e datas. 
O tempo é condensado na série, dando a impressão de que as coisas aconteceram sucessivamente, diferentemente do que realmente aconteceu. Na maioria dos eventos da série, o Rei Henrique VIII já estava com 30 anos.
O personagem da irmã de Henrique, chamada "Princess Margaret" na série, é na verdade um composto das experiências vividas por suas duas irmãs: a mais jovem, princesa Maria Tudor e a mais velha, Margarida Tudor (para evitar a confusão com a filha de Henrique VIII, Maria I de Inglaterra).
Historicamente, a jovem Princesa Maria, esteve casada aproximadamente por três meses com o rei francês Luís XII da França, até a morte do rei no ano novo de 1515. Luís foi sucedido pelo seu primo Francisco I da França, que foi casado com Luísa, filha de Cláudia de França. Maria, posteriormente, casou com Charles Brandon, 1.º Duque de Suffolk.  
No começo da série The Tudors, Henrique já negociava um tratado de paz com Francisco I, e a Princesa Margarida casa-se com um rei português, que vive apenas alguns dias até que ela o assassina durante o seu sono. Na vida real em 1514, ano em que a Princesa Maria se casou com o rei francês Luís XII, reinava em Portugal D. Manuel I, com 45 anos, já casado com Maria de Castela (cunhada de Henrique VIII).  
Na altura dos acontecimentos desta série, o rei português que aparece em idade bastante avançada era, na realidade, o jovem rei João III de Portugal, na casa dos 20 anos. E Charles Brandon (que já estava na casa dos 40 anos) e a Princesa Maria, irmã do rei, estavam casados e tinham três filhos.  
A irmã mais velha de Henrique, Margarida Tudor, realmente foi casada com James IV da Escócia e tornou-se avó de Maria, Rainha dos Escoceses. 
Elizabeth Blount foi amante de Henrique e deu-lhe um filho ilegítimo (Henrique Fitzroy). Historicamente, o seu filho não morrera na infância. Fitzroy morreu com 17 anos em 1536, cerca de 10 anos antes da morte do seu pai, Henrique VIII. Blount também não foi casada até ao nascimento de Henry Fitzroy. 
A política papal retratada nos vários episódios da série também não têm clara relação aos acontecimentos reais. Sobre o Papa Alexandre, sua morte é descrita no momento do Campo do Pano de Ouro, encontro entre Henrique e Francisco (em 1520), enquanto que o actual papa, nesse momento, Leão X, morreu subitamente no final de 1521. E não houve nenhum papa chamado Alexandre desde 1503, antes do início do reinado de Henrique. Um cardeal Orsini é descrito como sendo eleito após a morte de Alexandre (o Papa fictício), o que, mais uma vez, não corresponde à história real, quando na realidade foi eleito para suceder Leão X, o Cardeal Adriano Florenz, então adquirindo o nome de Adriano VI e após a sua morte apenas um ano mais tarde, o Cardeal Medici, adquirindo o nome de Clemente VII, que iria recusar-se a permitir o divórcio de Henrique, foi eleito para o trono papal. 
No primeiro episódio, o embaixador inglês descrito como o tio de Henrique VIII é assassinado em Itália pelos franceses; na realidade Henrique não teve tal tio. Contudo, o personagem é chamado "Courtenay", sugerindo Guilherme de Courtenay, 1º conde de Devon, que foi casado com a tia de Henrique, Catarina de Iorque, mas morreu de pleurisia em 1511. Também não há evidências históricas que compositor Thomas Tallis era bissexual, como retratado na série.
O Palácio de Whitehall, conforme indicado para ser o lar de Henrique VIII, desde o início da série, só caiu nas mãos Henrique em 1530 depois de ele ter retirado o Cardeal Wolsey do poder. Até ao momento foi chamado Palácio de York, e foi tomado por Henrique para ser a sua casa e da sua noiva Ana Bolena. O Palácio não foi referido como Palácio de Whitehall até uma década depois. 
O Cardeal Wolsey não foi preso e não cometeu suicídio. Depois de ser acusado de traição, ele fixou-se em Londres para responder às acusações e morreu a caminho de Leicester. Wolsey veio a morrer em 1530, três anos antes da morte da irmã de Henrique, Maria, e na série os dois eventos são justapostos. Além disso, só depois do ano 1630, 27 anos após a morte da filha de Henrique VIII, Isabel I, é que os cardeais da Igreja Católica tiveram o tratamento de "Eminência", como é conferido ao Cardeal Wolsey na série. 
William Brereton não confessou o adultério com a Rainha Ana Bolena e quase certamente não era um agente papal. Ele era um rico magnata que tinha grandes propriedades em Welsh Marches, onde ele foi implacável e impopular, e provavelmente foi acusado, devido ao desejo de Cromwell em remover um problema político. 
Além disso, Thomas Cranmer não estava presente na execução de Ana Bolena, nem instigou a multidão a estar de joelhos quando ela foi decapitada. Ele estava a caminhar com Alexander Ales quando ele passou, relatando-se que ele terá se sentado e chorado quando chegou a hora da execução.
Apesar disso, como se trata de uma obra "literária", o enredo da série não precisa estar necessariamente refletindo uma realidade histórica e, por isso, a qualidade dos episódios não pode ser medida de acordo com  a veracidade das referências históricas retratadas.

## Recepção
A estreia de The Tudors "em 1 de abril de 2007 foi a mais vista de sempre no canal Showtime em três anos", e em 23 de Março de 2008, o The New York Times chamou The Tudors a um "período de drama sensual ou erótico…". A 28 de março de 2008, também o Times disse que a série "não está à altura dos grandes dramas que têm sido produzidos pela televisão por cabo, em grande medida porque se reduz a era temática, tornando os conflitos mais simplistas, para além das lutas pessoais e do poder erótico". Globalmente, a série teve opiniões geralmente boas, com 64% de opiniões favoráveis à primeira temporada, 68% à segunda e 72% à terceira, de acordo com o site sobre audiências Metacritic.
Mas em Portugal, as coisas foram um pouco diferentes. A série foi emitida pela RTP (televisão pública), em 2007, tendo gerado alguma controvérsia, em especial quando foi emitido o 4º episódio, onde uma das personagens centrais era o Rei de Portugal. Vários telespectadores revoltaram-se contra a série e enviaram cartas para o Provedor do Telespectador da RTP (tendo o tema sido referenciado numa edição do programa do Provedor "Voz do Cidadão" e no Relatório do ano de 2007). Alguns telespectadores consideraram que os erros históricos da série constituem um insulto contra a História de Portugal e a integridade deste país. Alguns relatos sobre a polémica em causa são manifestamente exagerados e/ou falsos, tendo o tema sido também discutido num artigo de Maria José Nogueira Pinto, no Diário de Notícias, posteriormente também discutido em vários blogs (incluindo por Lauro António, neste artigo). A série foi transmitida também em Portugal pelo AXN White em 2020. 

### Audiências
Nos Estados Unidos, a estreia da primeira temporada da série às 22 horas atraiu quase 870.000 espectadores, de acordo com a Nielsen Media Research. Juntamente com os 404.000 espetadores que se sintonizaram na hora imediatamente a seguir, a Showtime teve, em média, de 1.3 milhões de espetadores na noite da estreia, a melhor estreia desde Fat Actress em março de 2005. A hora das 22 superou as seleções inaugurais lineares para Weeds e Dexter, os líderes de comédia e drama do canal, por 78% em agosto de 2005 e 44% em outubro de 2006, respetivamente. 
A série também demonstrou a sua impetuosa estreia no mundo digital, ganhando um total de 1 milhão de consultas on-line e on-demand via cabo e afiliadas, através da Sho.com, e parceiros como o Yahoo!, MSN, Netflix e IMDb. Os números excluem as contribuições a partir da AOL, DirecTV e Dish Network.
Na segunda temporada, a Showtime atingiu o clímax no último episódio, em 3 de junho de 2008, terminando, assim, com uma grande aundiência. O episódio atraiu 852.000 espetadores, 83% acima dos 465.000 telespectadores que sintonizaram o canal no último episódio da primeira sessão, disse fonte da Showtime. A transmissão televisiva às 21 horas é também a segunda melhor da série, perdendo apenas para os 964.000 espetadores durante a estreia da série em 1 de abril de 2007. O episódio final da segunda temporada, juntamente com uma repetição feita às 23 horas, atraiu um total de 1 milhão de espetadores, 59% superior ao público no ano passado, de um total de 668.000 espetadores, durante o episódio final da primeira temporada (22 e 23 horas).

### Prémios
The Tudors teve várias indicações e atribuições de prémios. Eis a lista:
- 2010 - Academy of Science Fiction, Fantasy & Horror Films, EUA
  - Nomeado para um Saturn Award para Melhor Apresentação em Televisão.

- 2010 - Costume Designers Guild Awards
  - Nomeado para Excelente Design de Guarda-Roupa em Série de Televisão - Histórica/Fantasia, por Joan Bergin.

- 2010 - Emmy Awards
  - Nomeado para Excelente Direção de Arte em Série de Televisão, por Tom Conroy (designer de produção), Colman Corish (diretor de arte), Crispian Sallis (decorada de cenário) (Episódios 4.07 e 4.08).
  - Nomeado para Excelente Cinematografia para um Episódio de Uma Hora, por Ousama Rawi (director de fotografia) (Episódio 4.10).
  - Nomeado para Excelente Guarda-Roupa para uma Série de Televisão, por Joan Bergin (designer de guarda-roupa), Susan Cave (supervisora de guarda-roupa) (Episódio 4.08).
  - Nomeado para Excelente Cabelo para uma Série de Televisão, por Dee Corcoran (departmento de cabelo) (Episódio 4.07).

- 2010 - Irish Film and Television Awards
  - Vencedor para Melhor Atriz Secundária em Televisão, por Sarah Bolger.
  - Nomeado para Melhor Ator Principal em Televisão, por Jonathan Rhys Meyers.
  - Nomeado para Melhor Design de Guarda-Roupa, por Joan Bergin.
  - Nomeado para Melhor Diretor em Televisão, por Ciaran Donnelly.
  - Nomeado para Melhor Série Dramática, por Morgan O'Sullivan.
  - Nomeado para Melhor Cabelo e Maquilhagem, por Sharon Doyle e Dee Corcoran.
  - Nomeado para Melhor Design de Produção, por Tom Conroy.

- 2010 - Motion Picture Sound Editors, EUA
  - Nomeado para um Golden Reel Award para Melhor Edição de Som - Música (Episódio 3.08).

- 2009 - American Society of Cinematographers, EUA
  - Noemado para Excelente Realização Cinematográfica de um Episódio numa Série de Televisão, por Ousama Rawi (Episódio 2.01).

- 2009 - 24.ª Annual Gemini Awards
  - Vencedor para Melhor Edição de Imagem em Programa ou Série Dramática, por Wendy Hallam Martin (Episódio 2.07).
  - Nomeado para Melhor Ddesempenho por uma Atriz Principal Dramática em Série (Continuação), por Natalie Dormer (Episódio 2.10).
  - Nomeado para Melhor Fotografia em Programa ou Série Dramática, por Ousama Rawi (Episódio 2.01).

- 2009 - Art Directors Guild
  - Nomeado para o Prémio de Excelência em Design de Produção em Série de Televisão, por Tom Conroy (designer de produção), Colman Corish (director artístico), Carmel Nugent (director artístico), Melanie Downes (directora artístico standby), Liz Colbert (assistente de director artístico), Anna Rackard (designer dos cenários), Pilar Valencia (designer gráfica) e Jenny Oman (decorador dos cenários) (Episódio 2.10).

- 2009 - Canadian Society of Cinematographers Awards
  - Vencedor para Melhor Cinematografia em Séries de Televisão, por Ousama Rawi (Episódio 2.01).

- 2009 - Costume Designers Guild Awards
  - Nomeado para Excelente Design de Guarda-Roupa em Série de Televisão - Histórica/Fantasia, por Joan Bergin.

- 2009 - Directors Guild of Canada
  - Nomeado para Melhor Edição de Imagem - Série de Televisão, por Wendy Hallam Martin (Episódio 2.07).

- 2009 - Emmy Awards
  - Vencedor para Excelente Cinematografia para um Episódio de Uma Hora, por Ousama Rawi (Episódio 3.03).
  - Nomeado para Excelente Direção de Arte em Série de Televisão, por Tom Conroy (designer de produção), Colman Corish (director de arte) e Crispian Sallis (cenógrafo) (Episódios 3.02 e 3.03).
  - Nomeado para Excelente Casting para uma Série Dramática, por Nuala Moiselle (casting), Frank Moiselle (casting), Stephanie Gorin (casting, Canadá), Mary Jo Slater (casting, EUA) e Steve Brooksbank (casting, EUA).
  - Nomeado para Excelente Guarda-Roupa para uma Série, por Joan Bergin (designer de guarda-roupa) e Susan O'Connor Cave (supervisora de guarda-roupa) (Episódio 3.07).
  - Nomeado para Excelente Cabelo para uma Série de Televisão, por Dee Corcoran (departamento de cabelo) (Episódio 3.07).

- 2009 - Festival de Televisão de Monte Carlo
  - Nomeado para o Prémio Ninfa de Ouro para Excelente Ator Dramático, por Jonathan Rhys Meyers.

- 2009 - Golden Globes, EUA
  - Nomeado para Melhor Ator em Série de Televisão - Drama, por Jonathan Rhys Meyers.

- 2009 - Irish Film and Television Awards
  - Vencedor para Melhor Ator Secundário em Televisão, por Peter O'Toole.
  - Vencedor para Melhor Atriz Secundária em Televisão, por Maria Doyle Kennedy.
  - Vencedor para Melhor Design de Guarda-roupa, por Joan Bergin.
  - Vencedor para Melhor Director em Televisão, por Ciaran Donnelly.
  - Vencedor para Melhor Série Dramática, por Morgan O'Sullivan.
  - Vencedor para Melhor Cabelo e Maquilhagem, por Sharon Doyle e Dee Corcoran.
  - Nomeado para Melhor Ator Principal, por Jonathan Rhys Meyers.
  - Melhor Design de Produção, por Tom Conroy.

- 2009 - Motion Picture Sound Editors, EUA
  - Nomeado para um Golden Reel Award para Melhor Edição de Som - Diálogo e ADR em Televisão, por Jane Tattersall (supervisor da edição do som), David McCallum (supervisor da edição do diálogo) e Dale Sheldrake (supervisor de edição de ADR) (Episódio 2.10).

- 2008 - ASCAP Film and Television Music Awards
  - Vencedor para Top de Séries de Televisão, por Trevor Morris.

- 2008 - 23.ª Annual Gemini Awards
  - Vencedor para Melhor Fotografia de um Programa ou Série Dramática, por Ousama Rawi (Episódio 1.06).
  - Vencedor para Melhor Produção de Design ou Direcção de Arte num Programa ou Série de Ficção, por Tom Conroy, Eliza Solesbury (Episódio 1.06).
  - Vencedor para Melhores Efeitos Visuais, por Bob Munroe, Terry Bradley, Lisa Carr-Harris, Bret Culp, Bill Halliday, Warren Leathem e Bo Mosley (Episódio 1.10).
  - Vencedor para Melhor Desempenho de uma Atriz num Papel Destacado em Série Dramática, por Maria Doyle Kennedy (Episódio 1.05 e 1.08).
  - Nomeado para Melhor Série Dramática, por Sheila Hockin, Morgan O'Sullivan (Peace Arch Televisão Ltd., PA Tudors Inc., Productions TM).
  - Nomeado para Melhor Direção numa Série Dramática, por Alison Maclean (Episódio 1.08).
  - Nomeado para Melhor Guião numa Série Dramática, por Michael Hirst (Episódio 1.08).
  - Nomeado para Melhor Edição Fotográfica num Programa ou Série Dramática, por Lisa Grootenboer (Episódio 1.10).
  - Nomeado para Melhor Design de Guarda-Roupa, por Joan Bergin (Episódio 1.03).
  - Nomeado para Melhor Desempenho de uma Atriz num Papel Principal em Série Dramática, por Natalie Dormer (Episódio 1.10).
  - Nomeado para Melhor Desempenho de uma Atriz num Papel Secundário em Série Dramática, por Gabrielle Anwar (Episódio 1.04).
  - Nomeado para Melhor Desempenho de um Ator num Papel Destacado em Série Dramática, por Sam Neill (Episódios 1.08 e 1.10).

- 2008 - Canadian Society of Cinematographers Awards
  - Vencedor para Melhor Cinematografia em Séries de Televisão, por Ousama Rawi (Episódio 1.06).

- 2008 - Costume Designers Guild Awards
  - Nomeado para Excelente Design de Guarda-roupa em Séries de Televisão - Época/Fantasia, por Joan Bergin.

- 2008 - Directors Guild of Canada
  - Nomeado para Melhor Edição de Imagem - Série de Televisão, por Lisa Grootenboer (Episódio 1.10).

- 2008 - Emmy Awards
  - Vencedor para Excelente Guarda-Roupa para uma Série, por Joan Bergin (designer), Susan O'Connor Cave (supervisor) e Gabriel O'Brien (assistente) (Episódio 2.02).
  - Nomeado para Excelente Casting para uma Série Dramática, por Nuala Moiselle (casting), Frank Moiselle (casting), Mary Jo Slater (casting, EUA), Steve Brooksbank (casting, EUA) e Stephanie Gorin (casting, Canadá).

- 2008 - Festival de Televisão de Monte Carlo
  - Vencedor do Prémio Ninfa de Ouro para Excelente Ator Dramático, por Jonathan Rhys Meyers.

- 2008 - Golden Globes, EUA
  - Nomeado para Melhor Desempenho de Ator em Séries de Televisão, por Jonathan Rhys Meyers.[9]
  - Nomeado para Melhor Série de Televisão - Drama.

- 2008 - Irish Film and Television Awards [10]
  - Vencedor para Melhor Ator Principal em Televisão, por Jonathan Rhys Meyers.
  - Vencedor para Melhor Ator Secundário em Televisão, por Nick Dunning.
  - Vencedor para Melhor Atriz Secundária em Televisão, por Maria Doyle Kennedy.
  - Vencedor para Melhor Guarda-roupa, por Joan Bergin.
  - Vencedor para Melhor Série Dramática.
  - Vencedor para Melhor Cabelo e Maquilhagem, por Jennifer Hegarty e Dee Corcoran.
  - Vencedor para Melhor Design de Produção, por Tom Conroy.
  - Nomeado para Melhor Diretor para Televisão, por Brian Kirk.

- 2008 - Satellite Awards
  - Nomeado para Melhor Lançamento em DVD de um programa de Televisão (Primeira Temporada).

- 2007 - Emmy Awards
  - Vencedor para Excelente Guarda-roupa para Séries de Televisão, por Joan Bergin (designer de guarda-roupa), Ger Scully (supervisor de guarda-roupa) e Jessica O'Leary (supervisora de guarda-roupa) (Episódio 1.03).
  - Vencedor para Excelente Tema Musical Original, por Trevor Morris (tema principal) (Episódio 1.05).
  - Nomeado para Excelente Direção de Arte em Séries de Televisão, por Tom Conroy (designer de produção), Alan Gilmore (director de arte) e Eliza Solesbury (decoradora de cenário) (Episódio 1.01).
  - Nomeado para Excelente Casting em Séries Dramáticas, por Nuala Moiselle (casting), Frank Moiselle (casting), Mary Jo Slater (consultora de casting) e Steve Brooksbank (consultor de casting).

## Edições em CD, DVD e Blu-ray
| Nome do DVD        | Data de lançamento     | Data de lançamento     | Data de lançamento     | Ep # | Informação adicional                                                                                          |
| Nome do DVD        | Região 1               | Região 2               | Região 4               | Ep # | Informação adicional                                                                                          |
| ------------------ | ---------------------- | ---------------------- | ---------------------- | ---- | --- |
| Primeira Temporada | 8 de janeiro de 2008   | 10 de dezembro de 2007 | 19 de março de 2008    | 10   | Contém dez episódios em quatro DVDs. Inclui extras. A temporada foi lançada em Blu-ray na Europa e no Canadá. |
| Segunda Temporada  | 11 de novembro de 2008 | 13 de outubro de 2008  | 7 de julho de 2009     | 10   | Contém dez episódios em quatro DVDs. Inclui extras. A temporada foi lançada em Blu-ray na Europa e no Canadá. |
| Terceira Temporada | 10 de novembro de 2009 | 7 de dezembro de 2009  | 23 de novembro de 2009 | 8    | Contém oito episódios em três DVDs. Inclui extras.                                                            |
| Quarta temporada   | 12 de outubro de 2010  | 21 de março de 2011    | 24 de novembro de 2010 | 10   | Contém dez episódios em três DVDs.                                                                            |

Uma banda sonora original para cada temporada, com música composta por Trevor Morris, foi lançada pela Varese Sarabande.
| Temporada          | Data de lançamento     | Número de catálogo |
| ------------------ | ---------------------- | ------------------ |
| Primeira temporada | 11 de dezembro de 2007 | 302 066 867 2      |
| Segunda temporada  | 14 de abril de 2009    | 302 066 959 2      |
| Terceira temporada | 24 de agosto de 2010   | 302 067 039 2      |
| Quarta temporada   | 12 de outubro de 2010  | 302 067 049 2      |